# ضارب (فیلم ۱۹۸۳)
ضارب (به انگلیسی:Le Battant) یک فیلم جنایی و دلهره‌آور محصول سال ۱۹۸۳ فرانسه با بازی و کارگردانی آلن دلون می‌باشد.
این فیلم ۱٬۹۳۵٬۰۹۴ بلیت در فرانسه فروش داشته‌است.